# Glacier Carstensz
Pour les articles homonymes, voir Carstensz.
Le glacier Carstensz est un glacier qui s'étend à l'est du Puncak Jaya, en Indonésie.

## Caractéristiques

Carte animée montrant le recul de la calotte glaciaire du Puncak Jaya au cours de la période 1850-2003.

Le glacier Carstensz est un glacier de vallée qui se situe en Indonésie, dans les monts Maoke, qui se trouvent sur l'île de Nouvelle-Guinée, à l'est du Puncak Jaya, le point culminant de l'Indonésie et de l'Océanie. Il se trouve sur la face ouest du Carstensz Oriental et est relié au glacier Van de Water, qui se trouve au sud-est, et autrefois au glacier Wollaston, qui se trouvait au sud avant sa fonte complète, constatée en 2000. Mesurant environ 2 200 mètres de longueur, il culminait à environ 4 800 mètres d'altitude et son front glaciaire se situait dans la vallée Jaune, à environ 4 400 mètres d'altitude au début des années 1970. Ses eaux de fonte alimentent des petits lacs qui donnent naissance à la rivière Aghawagon.
Potentiellement skiable sur 500 mètres de dénivelé, sa surface n'a toutefois jamais été descendue en ski. Il est dominé de 300 mètres par le sommet du Puncak Jaya.
La surface du glacier Carstensz, notamment au niveau de sa zone d'ablation, est couverte d'une cryovégétation composée d'algues appartenant à la division des chlorophytes telles que Chlamydomonas antarcticus, Chlorosphaera antarctica, Mesotaenium berggrenii, Scotiella antarctica, Scotiella nivalis et Scotiella norvegica var. carstenszis, ainsi que de bactéries appartenant à la division des cyanophytes telle que Nostoc fuscescens var. carstenszis. Ces micro-organismes forment des associations créant des amas cellulaires de taille centimétrique colorés en brun ou en jaune-marron.

## Histoire
Au début des années 1970, le glacier Carstensz mesurait environ 2 200 mètres de longueur, culminait à environ 4 800 mètres d'altitude et son front glaciaire se situait dans la vallée Jaune, à environ 4 400 mètres d'altitude. Depuis 1936, le front glaciaire avait déjà reculé de 533 mètres, perdant ainsi une centaine de mètres d'altitude, tandis que la superficie du glacier diminuait de 0,35 km2,. Ce recul se poursuit puisqu'en 2000, le glacier ne mesurait plus que 0,747 km2 et 0,696 km2 en 2002.
En 1963, un atterrissage sur le glacier à l'initiative d'un glaciologue américain est annulé en raison du vent et de l'importante couche de neige, trop molle pour les roues de l'appareil.